# 飯山警察署
飯山警察署（いいやまけいさつしょ）は、長野県警察が管轄する警察署の一つである。

## 所在地
- 〒389-2254 長野県飯山市南町6-1

## 管轄区域
- 長野県
  - 飯山市
  - 下高井郡
    - 木島平村
    - 野沢温泉村

  - 下水内郡
    - 栄村

## 沿革
- 2005年（平成17年）4月1日 - 市町村合併に伴い中野市のうち旧豊田村が飯山警察署から中野警察署に管轄変更。
- 2006年（平成18年）3月24日 - 木島平村の2つの駐在所が統合、野沢温泉村交番が野沢温泉村駐在所に変更。

## 交番
- 仲町交番（飯山市）

## 駐在所
- 瑞穂駐在所（飯山市）
- 太田駐在所（飯山市）
- 岡山駐在所（飯山市）
- 木島平村駐在所
- 野沢温泉村駐在所
- 水内駐在所（栄村）
- 堺駐在所（栄村）